# Plovdiv
Plovdiv (tiếng Bulgaria: Пловдив) là thành phố lớn thứ hai ở Bulgaria với dân số 331.796 người theo điều tra dân số mới nhất năm 2011, thành phố Plovdiv lớn thứ hai ở quốc gia này sau thủ đô Sofia. Plovdiv có lịch sử kéo dài khoảng 6.000 năm, với dấu vết của một khu định cư thời kỳ đồ đá mới có niên đại khoảng 4000 TCN. Một số nguồn tin đáng tin cậy cho rằng Plovdiv là thành phố có người định cư lien tục lâu đời nhất của châu Âu. Trung tâm hành chính Plovdiv tỉnh ở phía nam Bulgaria và ba thành phố Plovdiv, Maritsa và Rodopi và Bulgaria Yuzhen khu vực quy hoạch tsentralen (NUTS II), cũng như thành phố của quan trọng nhất ở miền Bắc Thrace và vùng lịch sử quốc tế rộng hơn Thrace. Thành phố là một trung tâm kinh tế, giao thông vận tải, văn hóa và giáo dục quan trọng. Tổ chức giáo dục Mỹ lâu đời nhất bên ngoài nước Mỹ được thành lập trong Plovdiv năm 1860, sau đó được chuyển đến Sofia – Trường Cao đẳng Sofia Mỹ ngày nay của Sofia.
Được biết đến ở phương Tây đối với hầu hết lịch sử của nó với tên Hy Lạp Philippopolis, ban đầu nó là một khu định cư Thracia trước khi trở thành một thành phố La Mã lớn. Trong thời Trung cổ, nó giữ lại tầm quan trọng chiến lược trong khu vực, thay đổi tay giữa các đế chế Byzantine và Bungaria. Nó thuộc cai trị của đế chế Ottoman vào thế kỷ 14. Năm 1878, Plovdiv đã được chọn làm thủ phủ của khu vực tự trị của Ottoman Đông Rumelia, vào năm 1885, nó trở thành một phần của Bulgaria với sự thống nhất của khu vực đó và Công quốc Bulgaria.
Thành phố có sân bay quốc tế Plovdiv.

## Khí hậu
Plovdiv có khí hậu cận nhiệt đới ẩm (Köppen Cfa) với ảnh hưởng của lục địa. Thành phố có bốn mùa rõ rệt với sự biến đổi nhiệt độ lớn giữa các mùa.
| Dữ liệu khí hậu của Plovdiv                          | Dữ liệu khí hậu của Plovdiv | Dữ liệu khí hậu của Plovdiv | Dữ liệu khí hậu của Plovdiv | Dữ liệu khí hậu của Plovdiv | Dữ liệu khí hậu của Plovdiv | Dữ liệu khí hậu của Plovdiv | Dữ liệu khí hậu của Plovdiv | Dữ liệu khí hậu của Plovdiv | Dữ liệu khí hậu của Plovdiv | Dữ liệu khí hậu của Plovdiv | Dữ liệu khí hậu của Plovdiv | Dữ liệu khí hậu của Plovdiv | Dữ liệu khí hậu của Plovdiv |
| Tháng                                                | 1                           | 2                           | 3                           | 4                           | 5                           | 6                           | 7                           | 8                           | 9                           | 10                          | 11                          | 12                          | Năm                         |
| ---------------------------------------------------- | --------------------------- | --------------------------- | --------------------------- | --------------------------- | --------------------------- | --------------------------- | --------------------------- | --------------------------- | --------------------------- | --------------------------- | --------------------------- | --------------------------- | --------------------------- |
| Cao kỉ lục °C (°F)                                   | 23.0 (73.4)                 | 24.0 (75.2)                 | 30.0 (86.0)                 | 34.2 (93.6)                 | 36.0 (96.8)                 | 41.0 (105.8)                | 45.0 (113.0)                | 42.5 (108.5)                | 37.6 (99.7)                 | 36.8 (98.2)                 | 27.0 (80.6)                 | 22.9 (73.2)                 | 45.0 (113.0)                |
| Trung bình ngày tối đa °C (°F)                       | 5.2 (41.4)                  | 8.3 (46.9)                  | 13.0 (55.4)                 | 18.4 (65.1)                 | 23.7 (74.7)                 | 28.0 (82.4)                 | 30.7 (87.3)                 | 30.3 (86.5)                 | 26.0 (78.8)                 | 19.4 (66.9)                 | 11.9 (53.4)                 | 6.4 (43.5)                  | 18.5 (65.3)                 |
| Trung bình ngày °C (°F)                              | 0.9 (33.6)                  | 3.2 (37.8)                  | 7.2 (45.0)                  | 12.3 (54.1)                 | 17.3 (63.1)                 | 21.5 (70.7)                 | 23.9 (75.0)                 | 23.2 (73.8)                 | 19.0 (66.2)                 | 13.1 (55.6)                 | 6.9 (44.4)                  | 2.3 (36.1)                  | 12.7 (54.9)                 |
| Tối thiểu trung bình ngày °C (°F)                    | −3.0 (26.6)                 | −1.4 (29.5)                 | 1.8 (35.2)                  | 6.2 (43.2)                  | 11.0 (51.8)                 | 15.0 (59.0)                 | 17.0 (62.6)                 | 16.5 (61.7)                 | 12.6 (54.7)                 | 7.6 (45.7)                  | 2.6 (36.7)                  | −1.3 (29.7)                 | 7.1 (44.8)                  |
| Thấp kỉ lục °C (°F)                                  | −31.5 (−24.7)               | −29.1 (−20.4)               | −17.5 (0.5)                 | −4.0 (24.8)                 | −0.3 (31.5)                 | 6.0 (42.8)                  | 8.2 (46.8)                  | 5.6 (42.1)                  | 0.7 (33.3)                  | −5.9 (21.4)                 | −9.1 (15.6)                 | −22.7 (−8.9)                | −31.5 (−24.7)               |
| Lượng Giáng thủy trung bình mm (inches)              | 27 (1.1)                    | 34 (1.3)                    | 37 (1.5)                    | 41 (1.6)                    | 77 (3.0)                    | 57 (2.2)                    | 39 (1.5)                    | 43 (1.7)                    | 35 (1.4)                    | 37 (1.5)                    | 36 (1.4)                    | 39 (1.5)                    | 502 (19.8)                  |
| Số ngày giáng thủy trung bình                        | 4.8                         | 5.1                         | 5.8                         | 4.7                         | 6.5                         | 6.2                         | 3.8                         | 3.1                         | 3.1                         | 3.9                         | 5.8                         | 6.2                         | 60.7                        |
| Độ ẩm tương đối trung bình (%)                       | 76                          | 67                          | 60                          | 53                          | 53                          | 50                          | 45                          | 46                          | 48                          | 59                          | 69                          | 76                          | 59                          |
| Số giờ nắng trung bình tháng                         | 94                          | 110                         | 170                         | 200                         | 252                         | 281                         | 328                         | 315                         | 230                         | 162                         | 120                         | 77                          | 2.339                       |
| Nguồn 1: Climatebase.ru                              |                             |                             |                             |                             |                             |                             |                             |                             |                             |                             |                             |                             |                             |
| Nguồn 2: Viện Khí tượng Đan Mạch (đo nắng và độ ẩm), |                             |                             |                             |                             |                             |                             |                             |                             |                             |                             |                             |                             |                             |

## Dân số
Dân số trong giai đoạn 2004-2011 được ghi nhận như sau:
| Năm | 2004   | 2005   | 2006   | 2007   | 2008   | 2009   | 2010   | 2011   |
| --- | ------ | ------ | ------ | ------ | ------ | ------ | ------ | ------ |
| Dân số | 341464 | 341873 | 343662 | 345249 | 347600 | 348465 | 347611 | 338184 |
| From the year 1962 on: No double counting—residents of multiple communes (e.g. students and military personnel) are counted only once. |        |        |        |        |        |        |        |        |

## Thành phố kết nghĩa
Plovdiv kết nghĩa với:
- Bursa, Thổ Nhĩ Kỳ
- Trường Xuân, Trung Quốc
- Columbia, Hoa Kỳ
- Daegu, Hàn Quốc
- Donetsk, Ukraina
- Gyumri, Armenia
- Jeddah, Ả Rập Xê Út
- Istanbul, Thổ Nhĩ Kỳ
- Ivanovo, Nga
- Kastoria, Hy Lạp
- Košice, Slovakia
- Kumanovo, Bắc Macedonia
- Kutaisi, Gruzia
- Leskovac, Serbia
- Lạc Dương, Trung Quốc
- Ohrid, Bắc Macedonia
- Okayama, Nhật Bản
- Petra, Jordan
- Roma, Ý
- Saint Petersburg, Nga
- Samarkand, Uzbekistan
- Thâm Quyến, Trung Quốc
- Thessaloniki, Hy Lạp
- Valencia, Venezuela
- Yekaterinburg, Nga